# Duluth, Missabe and Iron Range Railway
Le Duluth, Missabe and Iron Range Railway (DM&IR) (sigle AAR: DMIR) est un chemin de fer américain de classe I en exploitation dans le nord du Minnesota et le Wisconsin. Il transporte du minerai de fer et de la taconite vers les ports de Duluth et Two Harbors sur les Grands Lacs. Lorsque le Canadien National racheta le capital de Great Lakes Transportation le 10 mai 2004, il hérita également du contrôle du DMIR.

## Les origines
Le DM&IR fut créé à la suite de la fusion des quatre compagnies suivantes.
- Le Duluth and Iron Range Rail Roard D&IR:

La Duluth and Iron Range Railway Company fut constituée en société le 21 décembre 1874 par Charlemagne Tower pour transporter le minerai de fer extrait par la compagnie Minnesota Iron Co, de Tower à Two Harbors, un nouveau port du Minnesota sur le Lac Supérieur. La construction de la première ligne principale de 109 km entre Two Harbors et Soudan au Minnesota fut achevée en juillet 1884. Dès le 31 juillet, les premiers envois de minerai de fer partirent de la mine « Soudan Mine » et arrivèrent à Two Harbors, où ils furent manutentionnés à partir d'un quai en bois qui était partiellement achevé à ce moment-là. On érigea quatre autres quais en bois par la suite. L'année 1886 fut marquée par la construction d'un embranchement depuis Tower Junction jusqu'à Tower, Minnesota et d'une ligne entre Two Harbors et Duluth. Le D&IR fut acquis par les aciéries Illinois Steel en 1887. En 1888, on construisit une nouvelle ligne entre Tower et Ely, et en 1893, un embranchement jusqu'à Biwabik, Eveleth et Virginia. En 1901, Illinois Steel et le D&IR furent intégrés à la nouvelle holding United States Steel Corporation (USS). A Two Harbor, le quai n° 6, construit en 1907 et 1908, fut le premier quai en acier aux États-Unis. Plus tard, deux quais en acier et en béton remplacèrent les quais en bois. En 1910, on achèva la construction de l'embranchement Eastern Mesaba, qui fut prolongé jusqu'à Burntside Lake en 1913. L'embranchement entre Wales et Whyte fut achevé en 1917, puis prolongé jusqu'à Forest Center en 1948.
- Le Duluth Missabe and Northern Railway DM&N:

La création de ce chemin de fer devint nécessaire après la découverte par les frères Merritt, de minerai particulièrement riche en fer dans le Mesabi Range près de Mountain Iron, Minnesota. Au départ, le D&IR fut approché pour construire un nouvel embranchement, mais il ne fut pas réceptif. Ainsi le DM&N fut créé le 11 février 1891. La construction d'une voie de 77 km depuis Mountain Iron jusqu'à Stony Brook Junction sur l'ancien Duluth and Winnipeg Railway fut achevée en octobre 1892. À la fin du mois d'octobre, le premier chargement de minerai de fer quitta Mountain Iron, et fut acheminé sur les voies du Duluth and Winnipeg Railroad jusqu'à Superior sur le Lac Supérieur. Au même moment, on terminait la construction de l'embranchement Biwabik d'une longueur d'environ 25 km entre Iron Junction et Biwabik. Au printemps de l'année suivante, une ligne de cinq milles entre Wolf et Virginia fut ouverte à la circulation. En 1893, le DM&N des Frères Merritt prolongea la ligne de Columbia Junction (près de Stony Brook Junction) jusqu'à Duluth, Minnesota, où il bâtit un quai de déchargement de minerai de fer. La même année, la construction de l'embranchement de Superior, d'une longueur d'environ 26 km entre Wolf et Hibbing, fut achevée. Mais l'extension vers Duluth fragilisa la compagnie des frères Merritt, ce qui permit à John D Rockefeller de prendre le contrôle du DM&N en 1894. Un autre embranchement jusqu'à Eveleth fut construit en 1895. En 1901, Rockefeller vendit la compagnie à USS.
- Le Spirit Lake Transfer Railway
- L'Intestate Transfer Railway

De 1901 à 1938, U.S. Steel contrôla et géra le D&IR et le DM&N de façon indépendante. À partir de 1930, le DM&N loua les 3 autres compagnies.

## Les fusions

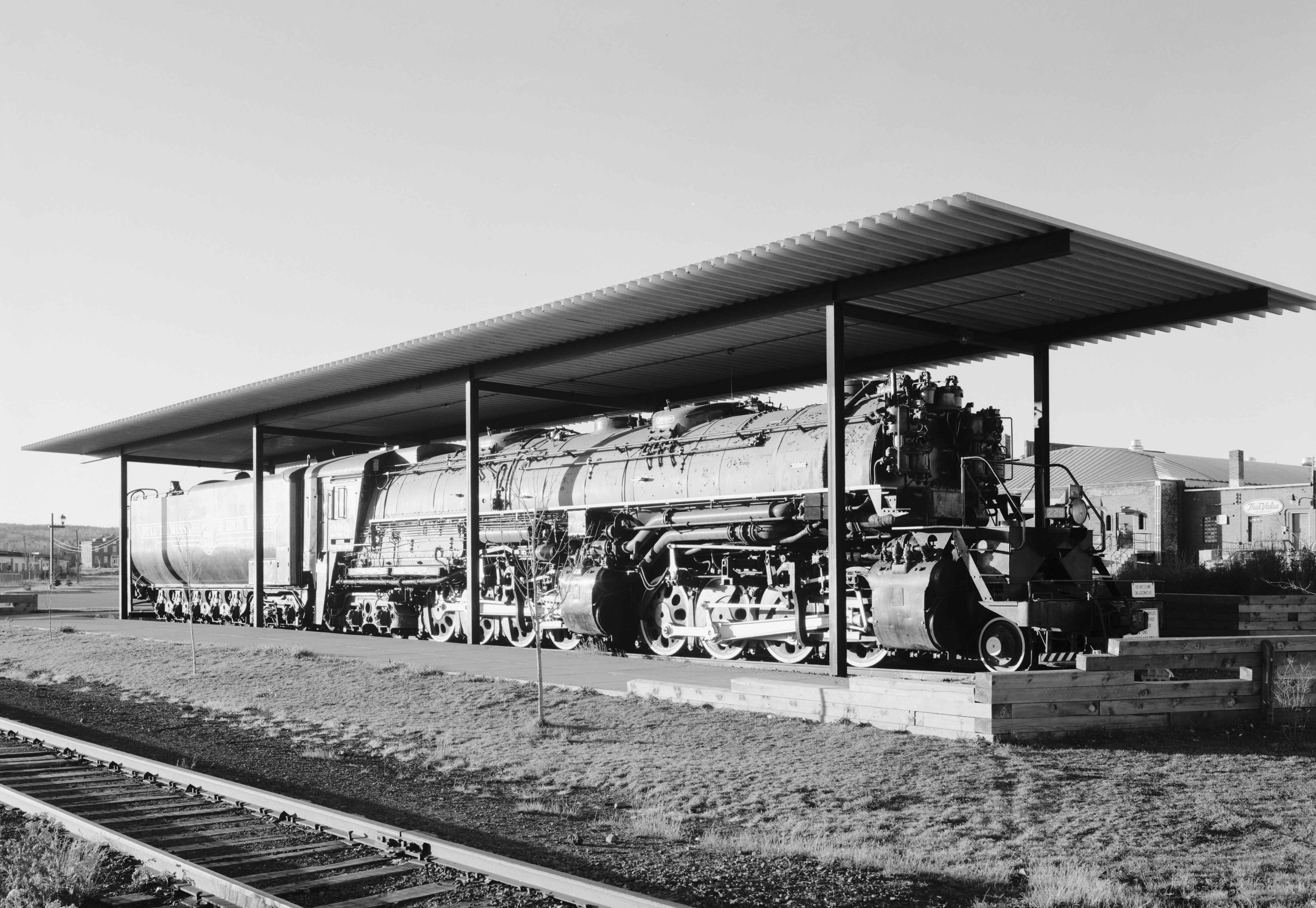
Locomotive 2-8-8-4

En 1937 le DM&N fusionna avec le Spirit Lake Transfer Railway. Puis en juillet 1938, s'y ajoutèrent le D&IR et l'Interstate Transfer Railway, pour donner naissance au Duluth, Missabe and Iron Range Railway DM&IR, appelé aussi « Missabe ». Il exploitait un réseau constitué de deux divisions, qui furent appelées Missabe (ex DM&N) et Iron Range (ex D&IR).
Comme les États-Unis se préparaient à la seconde guerre mondiale, le tonnage de minerai de fer transitant sur le Missabe Road doubla en un an, passant de 8 millions de tonnes en 1938 à 18 millions en 1939, puis atteignit 28 millions en 1940 et dépassa 37 millions en 1941. Avec des niveaux de tonnage aussi élevés, il était évident que le DM&IR nécessitait des locomotives supplémentaires pour faire face à l'effort de guerre. Les huit premières locomotives Yellowstone 2-8-8-4 furent livrées par Baldwin Locomotive Works au printemps 1941. Avec un total de presque 45 millions de tonnes de minerai en 1942, le DM&IR avait encore besoin de locomotives supplémentaires. Le War Production Board autorisa le Missabe à commander 10 yellowstones de plus. Elles furent livrées en 1943.

## La Dieselisation
Après la seconde guerre mondiale, le DM&IR continua à transporter un tonnage toujours plus important de minerai vers les docks sur le Lac Supérieur, atteignant le chiffre record de 49 millions de tonnes en 1953. Cette même année, la première de 15 locomotives diesel EMD SW9 arriva sur le réseau. Le Missabe continua sa dieselisation avec la livraison de 74 SD9, aussi par EMD, entre 1956 à 1959. La dernière locomotive vapeur circula en 1960. Le service passager sur la division Missabe cessa en 1957, et fut totalement terminé sur le reste du réseau en 1961.
En plus de la dieselisation et de la fin du service passager, d'autres changements affectèrent le DM&IR. La disponibilité du minerai de fer de haute qualité commença à diminuer. Mines et puits des régions ferrugineuses du Minnesota furent fermés. Les quais minéraliers du DM&IR situés à Two Harbors fermèrent en 1963 et ne rouvrirent qu'en 1966. Le Missabe Road fut sauvé par le vote du "Taconite Amendment" le 3 novembre 1963. Cet amendement qui réduisait les taxes sur l'industrie minière de la taconite durant 25 ans, permit le développement de cette activité dans le nord du Minnesota. La Taconite était une roche sédimentaire dure composée de silice, d'oxyde de fer rouge (hématite) et d'oxyde de fer noir (magnétite), présente en grande quantité dans la région du Taconite. La Eveleth Taconite Company fut fondée en 1964, et le 8 avril 1966 le navire SS Edmund Fitzgerald embarqua son premier chargement d'environ 23000 tonnes de boulettes de taconite produits par Eveleth. L'aire de la taconite commença pour le Missabe.

## Du Great Lakes Transportation au Canadian National
U.S. Steel, transféra le DM&IR et ses autres chemins de fer minéraliers ainsi que ses compagnies navales, à Transtar (filiale de US Steel et Blackstone), dont le contrôle fut vendu à Blackstone Group en décembre 1988. En 2001, Transtar transféra le DM&IR, ainsi que d'autres sociétés, à la Great Lakes Transportation (GLT), qui était totalement contrôlée par Blackstone Group. Pour la première fois depuis plus de 100 ans, le DM&IR n'était plus apparenté à U.S. Steel.
Les sociétés regroupées dans la Great Lakes Transportation avaient une longue histoire commerciale, plus que centenaire dans bien des cas. Elles furent créées au fil des années afin de répondre aux besoins des  différentes entreprises sidérurgiques, ancêtres de l'United States Steel Corporation.
Fin 2003, Blackstone Group accepta de vendre GLT au Canadien National et la vente se finalisa le 10 mai 2004.

## Traduction
- (en) Cet article est partiellement ou en totalité issu de l’article de Wikipédia en anglais intitulé « Duluth, Missabe and Iron Range Railway » (voir la liste des auteurs).